# Premiile Saturn din 1977
Cea de-a patra ediție a premiilor Saturn a avut loc la 15 ianuarie 1977. Premiile au fost acordate de Academy of Science Fiction, Fantasy and Horror Films celor mai bune producții de cinematografie și televiziune din domeniul science-fiction, fantasy și horror lansate în anul 1976. 
Mai jos este o listă completă a nominalizaților și a câștigătorilor. Câștigătorii sunt evidențiați cu caractere aldine.

## Cel mai bun regizor
- Balada macabră - Dan Curtis

## Cel mai bun actor
- Omul care a căzut pe Pământ -  David Bowie[2]

## Cea mai bună actriță
- Evadați din viitor - Blythe Danner

## Cel mai bun actor într-un rol secundar
- Train Ride to Hollywood - Jay Robinson

## Cea mai bună actriță într-un rol secundar
- Burnt Offerings -  Bette Davis

## Cea mai bună muzică
- David Raksin

Pentru cariera sa.

## Cel mai bun scenarist
- Jimmy Sangster

Pentru cariera sa.

## Cel mai bun film fantastic
- Vecinii de dedesubt
- At the Earth's Core
- The Blue Bird
- Bugsy Malone
- The Seven-Per-Cent Solution

## Cel mai bun film de groază
- Burnt Offerings
- Carrie
- House of Mortal Sin
- Eaten Alive
- The Food of the Gods
- Obsession
- The Omen

## Cel mai bun film științifico-fantastic
- Fuga lui Logan
- Embryo
- God Told Me To
- The Man Who Fell to Earth
- Network
- Solyaris

## Cele mai bune efecte speciale
- L.B. Abbott

## Cel mai bun machiaj
- Logan's Run -  William Tuttle

## Cel mai bun animator
- Chuck Jones

## Cel mai bun decor
- Logan's Run -   Robert De Vestel

## Cea mai bună cinematografie
- Logan's Run -   Ernest Laszlo

## Cel mai bun director artistic
- Logan's Run -   Dale Hennesy

## Premii speciale
- King Kong

### Premiu pentru întreaga carieră
- Samuel Z. Arkoff

### Premiu pentru întreaga carieră ca producător executiv
- Gene Roddenberry